# Kašna v Příboře
Kašna v Příboře, nazývaná také Litinová fontána, Litinová kašna se sochou „Dívka s vázou“, Kašna se sochou Hygie, Kašna na náměstí v Příboře nebo Kašna na náměstí Sigmunda Freuda, je kašna a fontána na náměstí Sigmunda Freuda v Příboře v okrese Nový Jičín v Moravskoslezském kraji. Nachází se také v Příborské pahorkatině v pohoří Podbeskydská pahorkatina.

## Popis kašny a její historie
Litinová kašna postavená ve stylu neorenesance byla postavena při budování městského vodovodu v roce 1898 na místě původní zaniklé kamenné kašny z roku 1813. Na počátku 20. století byla fontána ve vrcholové části změněna a doplněna plastikou Hygie/dívky s vázou/amforou. Kašna je památkově chráněna od 11. září 1996. V roce 1999 bylo celé dílo restaurováné. Společně s barokním sousoším Panny Marie tvoří střed hlavního historického náměstí Sigmunda Freuda.
Na pískovcovém dvoustupňovém soklu je umístěn litinový hranolový podstavec a na jeho východní a západní stěně jsou půlkruhové výlevky a nad nimi trubky pro výtok vody. Na severní a jižní straně soklu jsou oválné kartuše s akantovými listy. Na podstavci je umístěna kašna kruhového půdorysu a plastikou. Kašna je také mušlovaná, má profilované patky s plintem a dvěna festony v kartuši. Profilovaná hlavice je opět ozdobena akantovými listy a na ní je umístěna kašna.
Na kašně je umístěna plastika Hygie - oděné stojící dívky s amforou na rameni, které drží vázu oběma rukama. Dívka antického vzhledu má jedno ňadro odhalené a některé části jsou natřeny zlatou barvou. Výška litinového díla je 3,2 m a výška celého díla je 3,5 m.

## Galerie

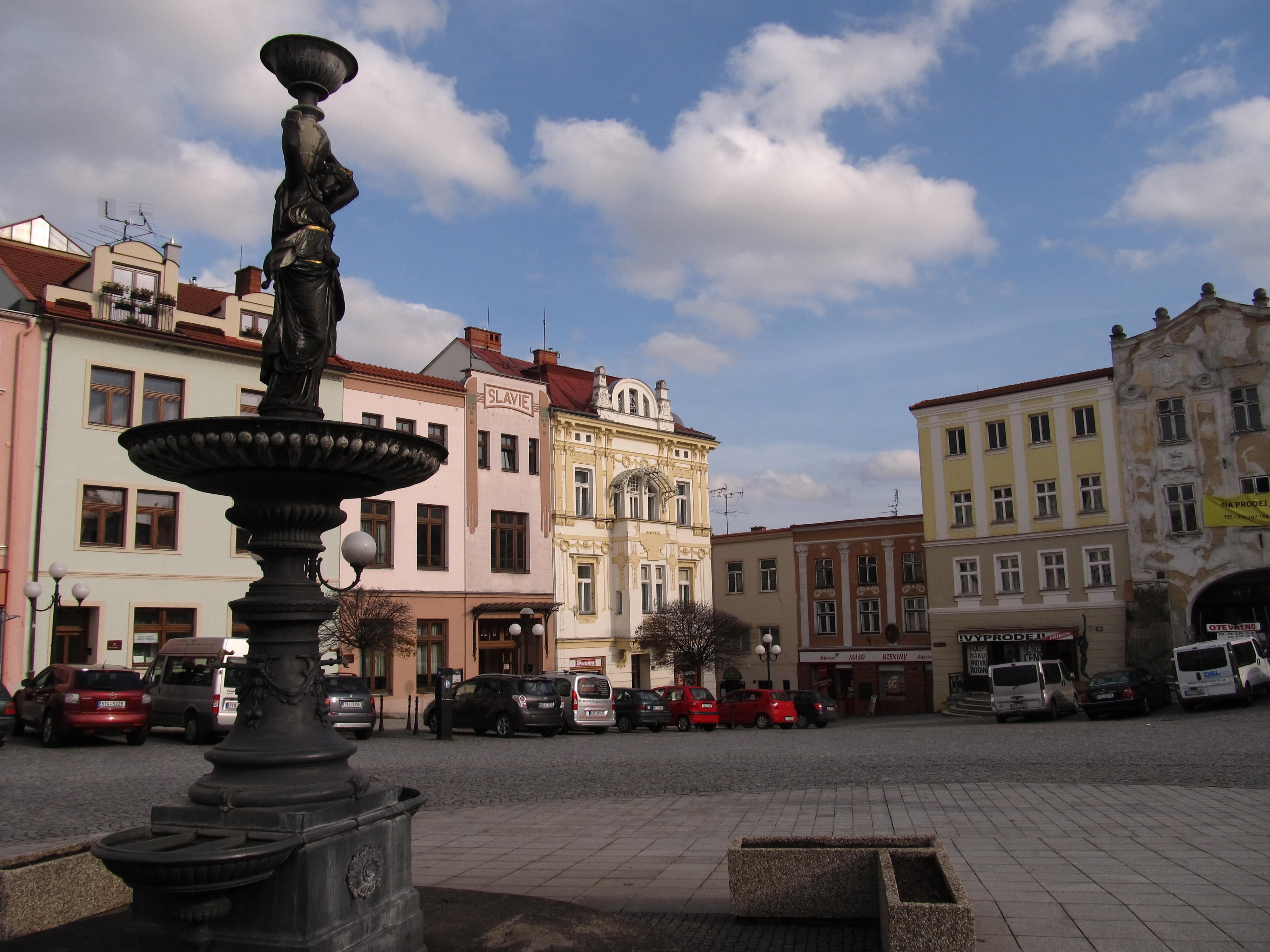
Kašna a náměstí
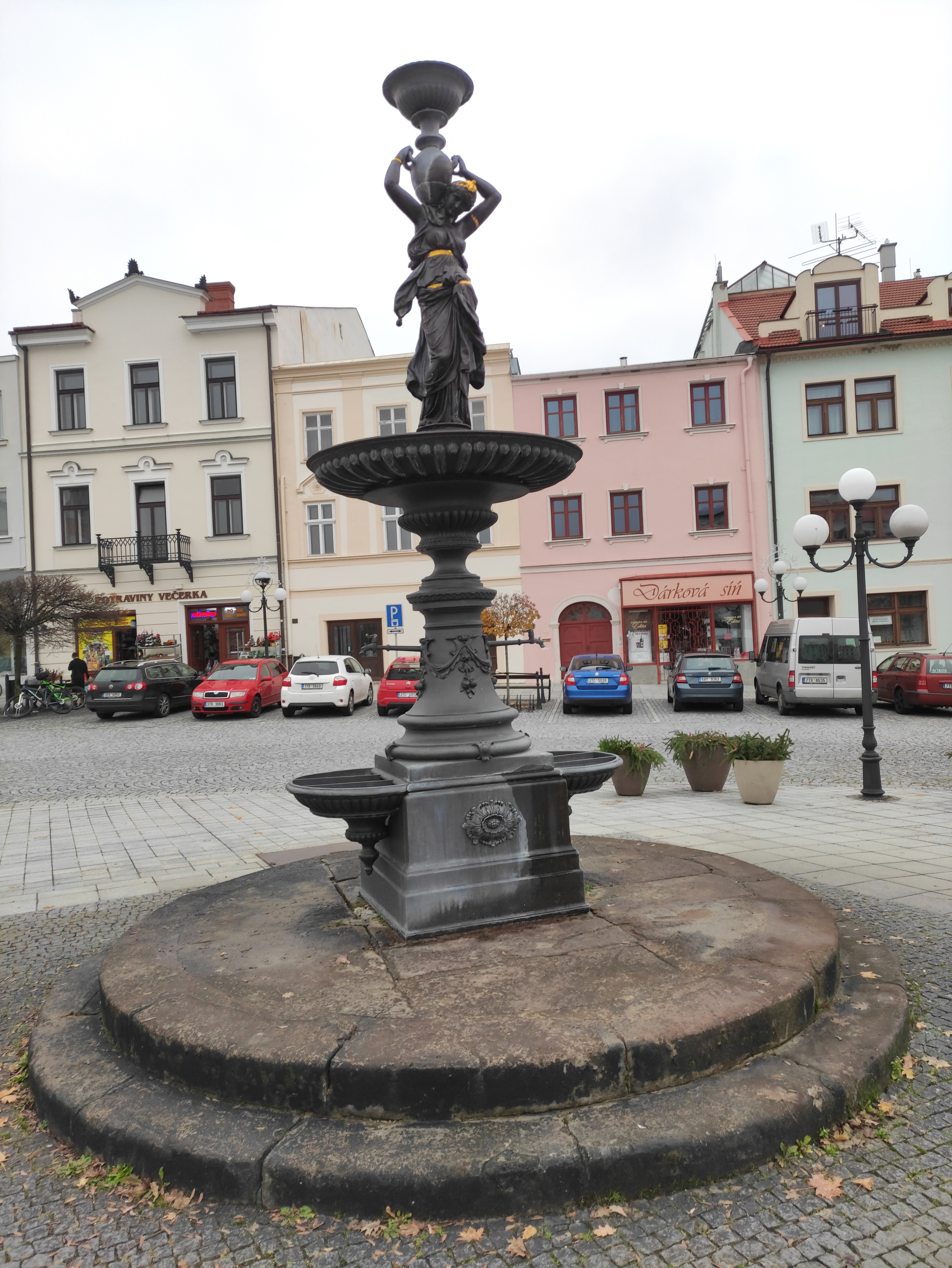
Pohled na celek
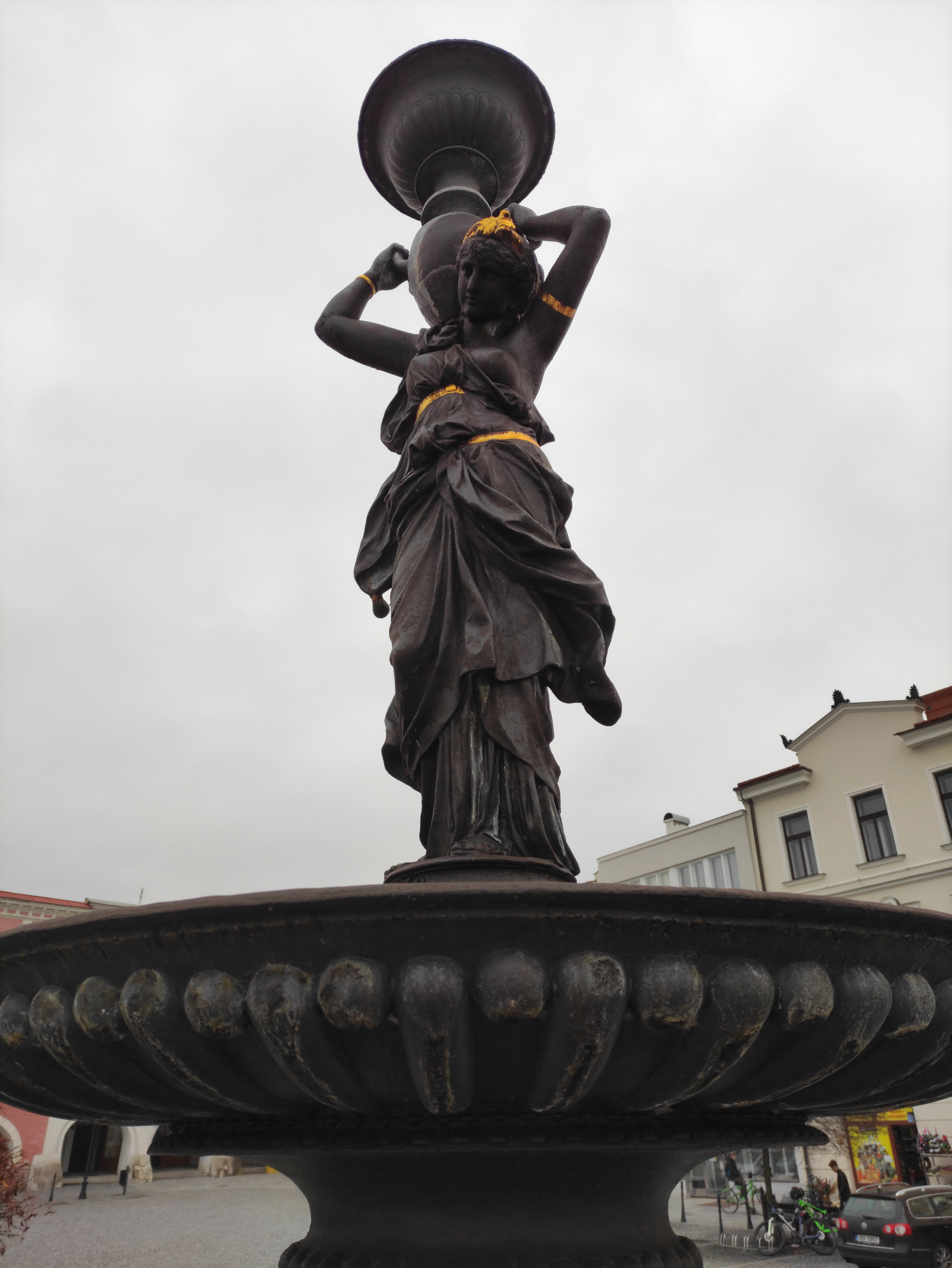
Detail horní části kašny